# Sisodia

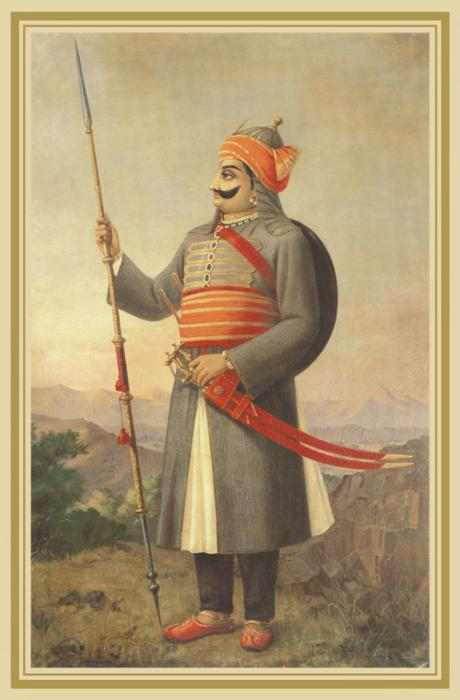
Maharana Pratap, uno dei più importanti regnanti sisodia.

I Sisodia sono un clan dei Rajput dell'India. Essi sono Rajput chattari del ramo Suryavanshi e in passato governarono sul regno Mewar in Rajasthan. Il nome del clan viene traslitterato anche come Sesodia, Shishodia, Shishodya, Sisodya, Sisodhya o Sisodiya.

## Origini
I Sisodia, come molti altri clan Rajput, si dichiarano discendenti della Suryavansha o dinastia solare. Rajprashasti Mahakavyam, un testo agiografico del XVII secolo, scritto su commissione del regnante Mewar Rana Raj Singh, contiene una genealogia, parzialmente mitica, storica e leggendaria dei Sisodia. L'opera venne scritta da Ranchhod Bhatt, un bramino di lingua telugu la cui famiglia ricevette regolari favori dai Sisodia. La genealogia traccia le origini della dinastia dai regnanti di Ayodhya, ad iniziare da Manu, al quale succedettero numerosi imperatori della dinastia Ikshvaku. Un regnante, Vijaya, lasciò Ayodhya per "il sud" a seguito di un ordine celeste (il luogo esatto del suo insediamento non è menzionato). Gli succedettero 14 governanti il cui nome termina con il suffisso -aditya ("sole"). Grahaditya, l'ultimo di questi, fondò una nuova dinastia chiamata Grahaputra (o Gahlot). Il suo figlio maggiore, Vashapa, si dice abbia conquistato "Chitrakuta" (Chittor) nell'VIII secolo e adottato il titolo  Raval, grazie ad un premio di Shiva.
Grahaditya e Vashapa (meglio noti come Bappa Rawal) sono entrambi note figure del folklore del Rajasthan. I loro successori furono figure storiche. Secondo la genealogia Rajprashasti, uno di questi – Samar Singh – sposò Prithi, la sorella di Prithviraj Chauhan. Suo nipote Rahapa adottò il titolo di Rana (monarca). I discendenti di Rahapa passarono un periodo in un luogo chiamato Sisoda, e pertanto vennero poi detti "Sisodia".
Secondo gli storici della corte persiana, i Sisodia erano discendenti da Noshizad, figlio di Noshirvan, o Maha Banu, la figlia maggiore di Yazdegerd III.

## Storia
I più importanti regnanti Sisodia furono Rana Hamir (r. 1326-64), Rana Kumbha (r. 1433-68) e Rana Pratap (r. 1572-97). Il clan Bhonsle, a cui apparteneva il fondatore dell'impero Maratha, Shivaji, dichiarava di discendere da un ramo reale dei Sisodia.
Secondo le cronache sui Sisodia, quando il sultano di Delhi, ʿAlāʾal-Dīn Khaljī, attaccò Chittorgarh nel 1303, gli uomini Sisodia fecero saka (lotta della morte), mentre le loro donne fecero jauhar (suicidio sul punto di essere fatte prigioniere). Ciò avvenne due volte: quando Bahadur Shah del Gujarat assediò Chittorgarh nel 1535, e quando l'Imperatore Moghul Akbar la conquistò nel 1567.
Frequenti scontri con i Moghul ridussero notevolmente il potere Sisodia e la dimensione del loro regno. I Sisodia, in ultima analisi, accettarono la sovranità Moghul, e combatterono nel loro esercito. Tuttavia, l'arte e le opere letterarie commissionate dai successivi governanti Sisodia sottolineano il loro passato pre-Moghul. I Sisodia furono l'ultima dinastia Rajput a formare un'alleanza con i Moghul, a differenza di altri clan Rajput, non si imparentarono mai con la famiglia imperiale Moghul. Le donne provenienti da altri clan Rajput che avevano avuto rapporti coniugali con i Moghul erano escluse dal matrimonio con i Sisodia. Il Sisodia coltivarono un'identità elitaria distinta da altri clan Rajput, attraverso le leggende poetiche e le arti visive da loro commissionate. James Tod, un ufficiale della Compagnia britannica delle Indie orientali, si basò su queste opere per il suo libro Annals and Antiquities of Rajas'han. La sua opera, ampiamente letta, contribuì ulteriormente a diffondere il punto di vista dei Sisodia come un clan Rajput superiore in periodo coloniale e post-coloniale. L'opera di Tod è considerata oggi inaffidabile.